# ТЕС Телфер
21°42′47″ пд. ш. 122°12′33″ сх. д. / 21.71306° пд. ш. 122.20917° сх. д.
ТЕС Телфер – теплова електростанція на північному заході Австралії.
Електростанцію спорудили з метою забезпечення золоторудного рудника Телфер, який у 2004-му прошов велику модернізацію. Основне обладнання ТЕС становлять три встановлені на роботу у відкритому циклі газові турбіни General Electric типу LM6000PC загальною потужністю 138 МВт. Вони призначені для використання у конфігурації 2 + 1, тобто одна з турбін є резервною.
З плином часу енергоспоживання рудника зросло, через що не пізніше 2011-го додали допоміжні потужності у складі шести генераторних установок на основі двигунів внутрішнього згоряння загальною потужністю 13 МВт. 
Як паливо використовують природний газ, що надходить по трубопроводу Порт-Гедленд – Телфер.